# Homosexualitat a l'antiga Roma

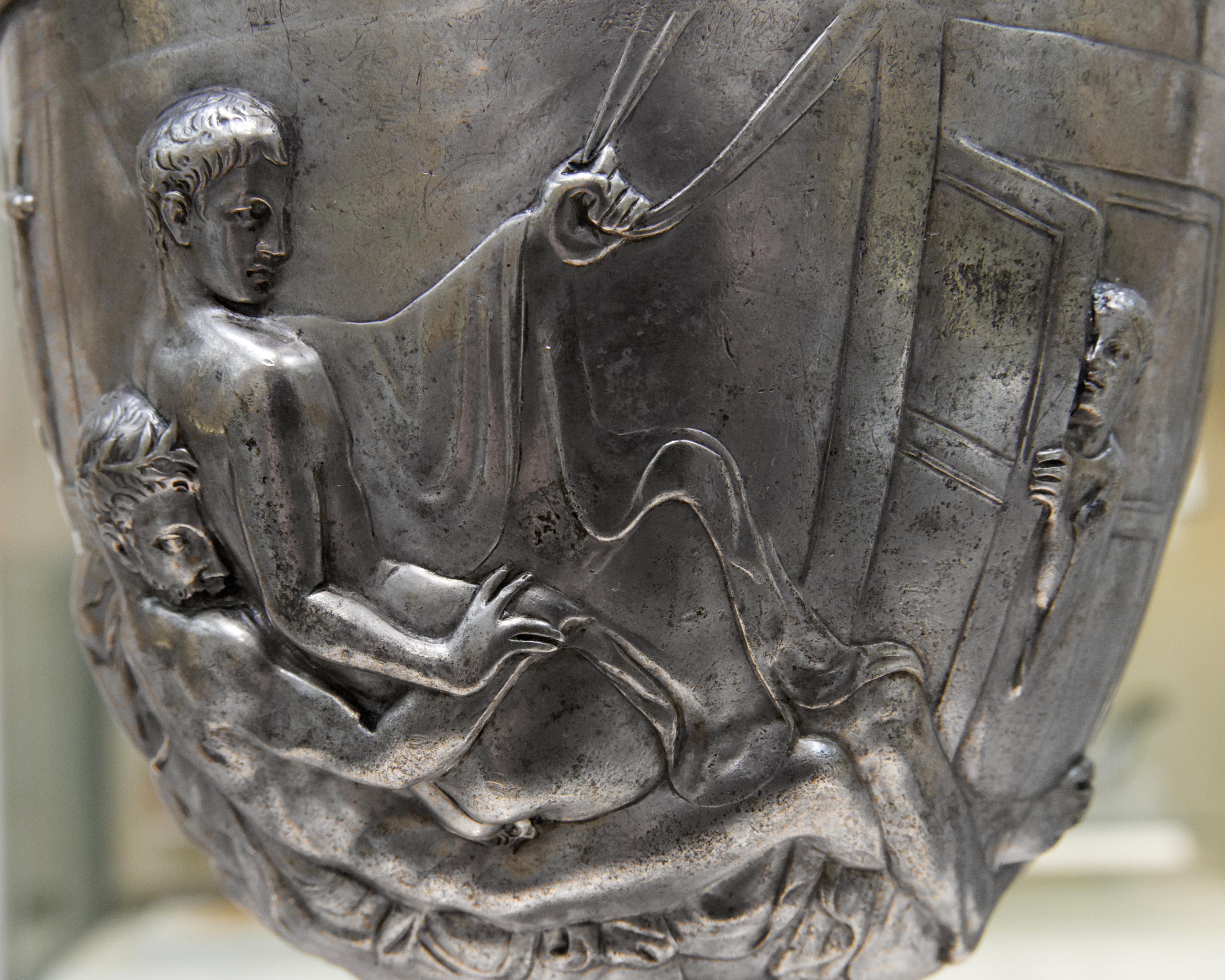
Detall de la copa Warren d'un jove sent penetrat per un home.

Les fonts històriques disponibles sobre la pràctica de l'homosexualitat a l'antiga Roma, les seves actituds i l'acceptació del fet són abundants. Hi ha obres literàries, poemes, grafits i comentaris sobre les predileccions de tota mena de personatges fins i tot d'emperadors solters i casats. No obstant això, les representacions gràfiques són més escasses que a la Grècia clàssica.
Les actituds cap a l'homosexualitat van anar canviant amb el temps, segons el context històric, oscil·lant des de la forta condemna fins a una considerablement àmplia acceptació. De fet, va ser considerada un costum cultural a certes províncies.
Tractant aquests comportaments, és fonamental recalcar que el terme homosexualitat és problemàtic i imprecís aplicat al món antic, ni tan sols hi havia una paraula traduïble com a tal en llatí ni en grec antic, amb el mateix significat que el modern concepte d'homosexualitat. La bisexualitat sembla que era la norma, però ja autors antics reconeixen que a l'antiga Roma hi havia homes que mantenien relacions sexuals exclusivament amb homes.

## Història

### República inicial
En els començaments de la república romana les relacions homosexuals entre homes lliures estaven penades fins i tot amb la mort per la Lex Scantinia (llei Scantinia). No es coneixen els termes exactes de la llei, encara que és citada diverses vegades pels legisladors posteriors, però sembla que legislava contra certes formes de contacte sexual, com la pederàstia, que era considerada una pràctica grega degenerada i com a tal i generalment reprovada, i també contra aquells casos en els quals un ciutadà exercia un paper passiu en la pràctica del sexe anal. Pel que en realitat no prohibia totes les pràctiques homosexuals, no fent cap restricció legal a l'ús sexual dels esclaus homes per part del seu amo, ni aquells casos en els quals l'home lliure exercís el paper actiu.

### Mitjans i finals de la república
Els costums grecs van anar sent acceptades gradualment per la societat romana a la fi de la república i principis de l'imperi. No obstant això, les relacions amb el mateix sexe van sorgir d'una forma bastant diferent de com era l'homosexualitat a l'antiga Grècia. Com els homes ostentaven, en particular el pater familias, completament l'autoritat en la societat romana, les relacions amb el mateix sexe sovint s'estableixen com a interaccions del tipus amo/esclau. Usar als esclaus per a la satisfacció sexual de l'amo era considerat legítim, fins i tot en contra dels desitjos de l'esclau. Per tant, era acceptable que un ciutadà romà adult penetrés al seu esclau, ja fos home o dona, però no estava ben vist que fos ell el penetrat. El terme catamita, jove servent sexual passiu, era usat comunament per insultar o ridiculitzar a algú.

### Imperi
La pederàstia havia perdut les restriccions que tenia en el seu estatus com a forma d'educació ritual feia molt temps (el procés de canvi s'havia produït ja en els grecs) i en el seu lloc es va convertir en una forma de satisfacció del desig sexual i la seva pràctica es va generalitzar competint amb el desig per les dones, encara que els conservadors la condemnaven juntament amb altres formes d'obtenció de plaer. Tàcit va atacar els costums grecs definint-los com "gymnasia et otia et turpes amores" (esport, ganduleria i amors vergonyosos). En canvi, altres escriptors no van condemnar la pederàstia per se, però van censurar o van lloar alguns dels seus aspectes.

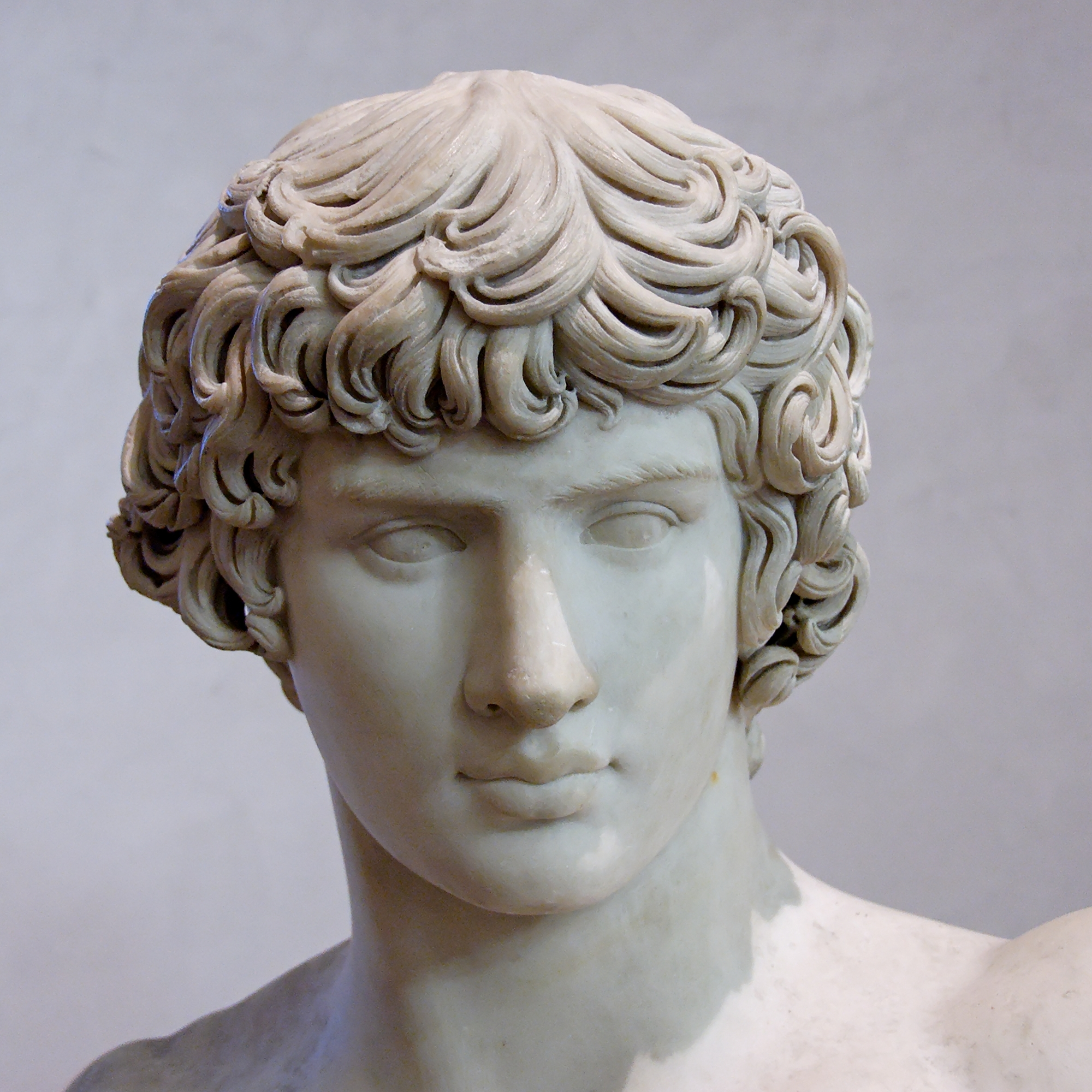
Antínous, el jove amant d'Hadrià.

Al segle I Suetoni i Tàcit constaten la generalització de matrimonis entre homes sense traves, ja que el matrimoni en la societat romana era un contracte privat. L'emperador Neró va ser el primer emperador romà que es va casar amb un altre home, un jove eunuc del palau anomenat Esporus i convertit en Savina per Neró per reemplaçar a la seva estimada i morta Popea. Edward Gibbon ja el 1776 confirma que dels dotze primers emperadors només a Claudi li interessaven exclusivament les dones. Tots els altres van tenir nois o homes com a amants. El fet que Claudi no tingués cap amant masculí va ser objecte de crítica per part de Suetoni en la seva obra Les vides dels dotze cèsars.
Existeixen nombrosos exemples de literatura lírica enaltint l'amor i les relacions homoeròtiques. Els poetes llatins de l'època donen per fet que tots els homes senten desig homosexual en algun moment. Exemples de poetes amb alguna obra que lloen aquestes relacions són Càtul, Horaci, Virgili o Ovidi. Petroni en la seva obra "El satiricó" descriu la societat imperial i els seus costums i en ella s'al·ludeix freqüentment a relacions homosexuals entre els seus personatges. Per la seva banda Marc Valeri Marcial defensa les relacions pederastes enaltint l'amor cap al noi, no el seu mer ús sexual. En un passatge anecdòtic esmenta que és descobert per la seva esposa "dins d'un noi", ella li recrimina amb menyspreu dient-li que no li podria donar el mateix que ella. Ell replica amb una llista de personatges mitològics que, malgrat estar casats, tenen un jove amant masculí i acaba dient que la diferència amb una dona és solament que ella té dues "vagines"
La pràctica de la pederàstia té el seu apogeu durant el regnat de l'emperador d'origen hispà i helenòfil Hadrià, que comparteix la passió pels nois amb el seu antecessor Trajà. És famós el seu amor pel jove grec Antínous. Després de la seva prematura mort ofegat, Hadrià va erigir temples a Bitínia, Mantinea i Atenes en el seu honor, i fins i tot li va dedicar una ciutat, Antinoòpolis.
Cal destacar al jove emperador Heliogàbal, conegut pels seus nombrosos amants i que a principis del segle iii sent adolescent va escandalitzar als seus contemporanis casant-se públicament dues vegades vestit de dona, adoptant així explícitament el paper passiu en la relació. Són múltiples les anècdotes sobre el seu comportament lasciu, i els soldats de la seva guàrdia personal eren coneguts com les cues de ruc per ser reclutats a les termes entre els més dotats. El també emperador del segle iii Filip l'Àrab, tot i que es creu que va ser el primer emperador cristià, va ser conegut per la seva afició als nois.
L'acceptació social de les relacions pederastes i homoeròtiques va anar decaient al llarg dels segles a mesura que es va anar implantant el cristianisme.

## Preferències

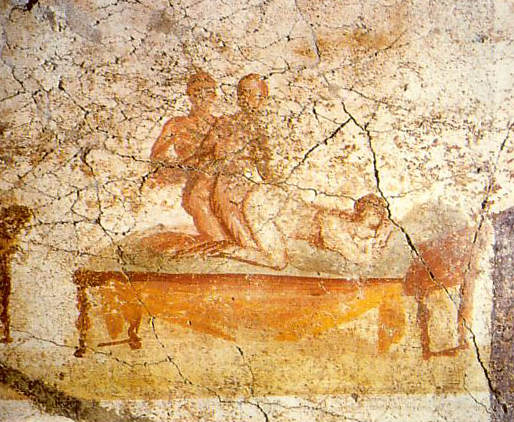
Dos homes i una dona en un fresc de Pompeia.

Encara que va ser la norma a Grècia i Roma que l'eromenos, membre jove de la parella, fos el passiu i l'adult, o erastes, fos l'actiu, existeixen (especialment en el període romà) evidències que hi havia homes adults que preferien el paper passiu. Marc Valeri Marcial, per exemple, descriu el cas d'un home adult que adoptava el paper passiu i deixava que el seu jove esclau ocupés el d'actiu. Existien molts prejudicis contra els homes que adoptaven el paper de passiu. Es creia que solament el participant actiu obtenia plaer de la trobada sexual. En general, el paper passiu s'equiparava amb el paper de la dona, que en una societat patriarcal com la romana era molt baix. Suetoni diu que l'emperador Neró prenia el paper passiu durant les relacions sexuals amb el llibert Dorífor. A més se'ls acusa de dedicar massa temps en la seva aparença física per atreure i complaure als seus amants. Així eren usualment al·ludits de forma despectiva amb termes com kinaidos o cinaedus (paraules també aplicades als eunucs).
Hi ha cites sobre el gust cap als homes que no eren adolescents. Una altra vegada Suetoni informa que l'emperador Galba es fonia "pels homes forts i experimentats". Més d'una vegada va haver-hi informes que soldats eren sexualment assetjats per alguns dels seus oficials superiors.
A més de les repetidament esmentades relacions anals també hi ha moltes evidències que el sexe oral era freqüent. Aquest grafit de Pompeia és inequívoc: "Segon és un xupapolles molt hàbil".
A diferència de l'antiga Grècia, a Roma un penis gran era considerat un signe d'atractiu i masculinitat important, a imatge del déu de la fertilitat Príap. Petroni descriu amb admiració com un home amb un penis enorme en un bany públic buscava trobades excitat. Molts emperadors romans són satiritzats per envoltar-se d'homes amb grans òrgans sexuals.

## Subcultura
Hi ha uns pocs indicis que alguna cosa semblant a una subcultura homosexual estava ja començant a desenvolupar-se a l'antiga Roma, encara que certament no és comparable amb la moderna subcultura. A Roma al voltant del 200 dC hi havia una calçada on es reunien els prostituts masculins, especialitzant-se en els papers d'actiu i passiu. Hi havia homes que buscaven mariners en les proximitats del districte proper al Tíber. Els banys públics també són referits com a llocs per trobar companys sexuals. Juvenal assenyala que allí els homes es grataven el cap amb un dit per identificar-se davant els altres.
El color verd va ser durant segles un codi per als homosexuals. Als homes efeminats se'ls anomenava galbinati, precisament per la seva suposada afició pel color verd.

## Homosexualitat femenina
La societat romana ni afirmava, ni negava la idea d'homosexualitat femenina, així que quedava en la vida privada. Al segle I d.C. hi ha algunes referències a la possibilitat de l'homosexualitat femenina. Ovidi nega la possibilitat que tal cosa existeixi. Hi ha cites no a favor cap a aquestes pràctiques, tant que esmenten l'assassinat d'una dona a les mans del seu marit. Marc Valeri Marcial, malgrat practicar relacions amb nois, té una opinió negativa de l'amor lèsbic.
S'ha trobat una prova de la seva existència durant l'imperi, a Egipte, un encanteri d'amor en grec redactat clarament per una dona, anomenada Sarapias, amb el propòsit de guanyar el cor d'una altra dona, Herais. El que podria suposar que, fora de Roma, a les províncies amb influència grega no fos vist tan negativament.

## Moralitat

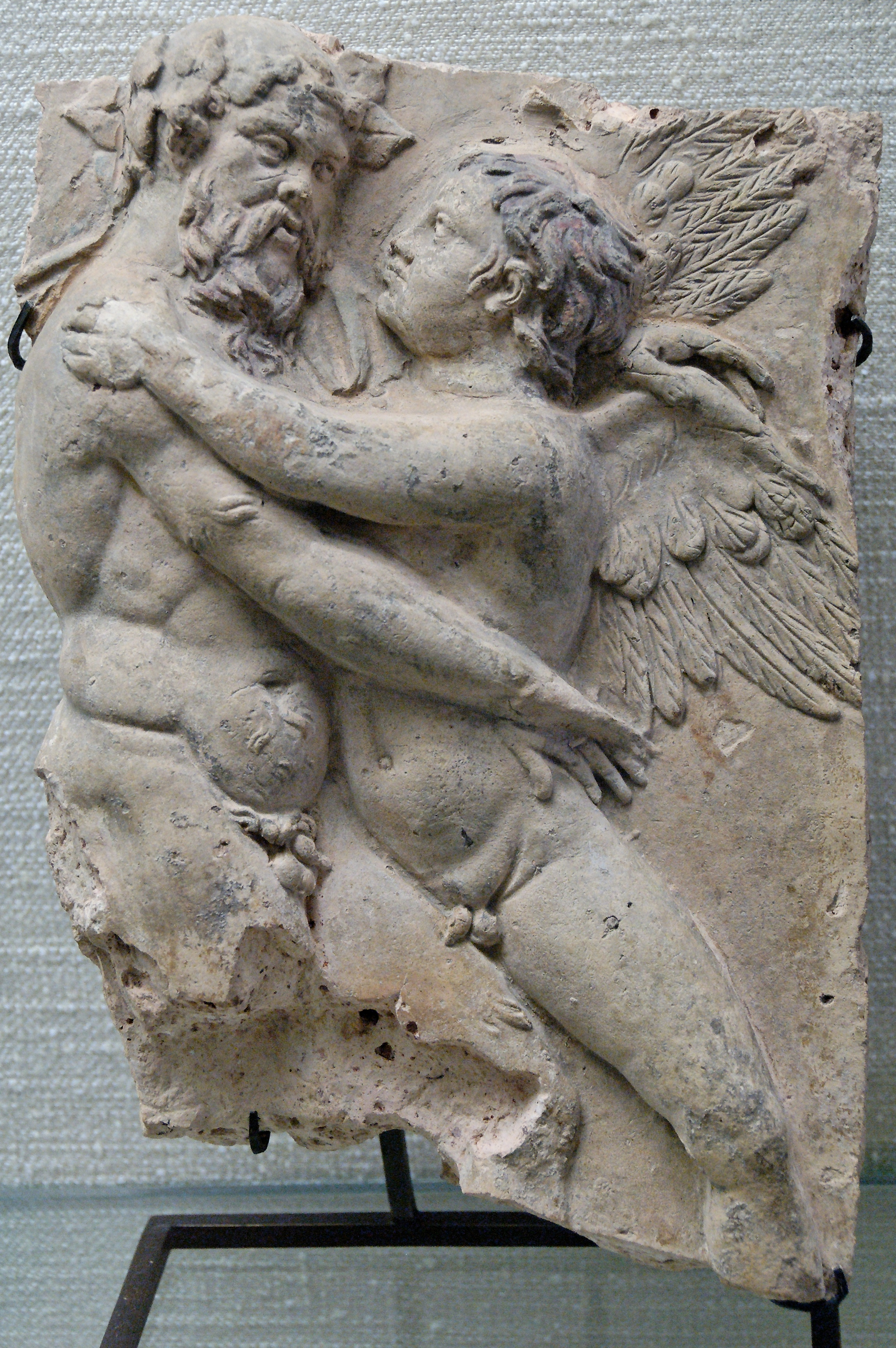
Eros i Silè.

Va haver-hi molts vaivens respecte a la consideració social de les pràctiques homosexuals en la societat romana. En els principis de la república, la pederàstia era reprovada i menyspreada com un signe d'efeminament dels grecs. A mitjan república, els actes homosexuals eren àmpliament acceptats si l'actiu era un romà i el passiu un esclau o un no-romà. Les desviacions d'aquest patró eren moralment censurades, però aparentment tenien poques conseqüències legals. Marc Valeri Marcial i Plaute qualifiquen un ampli rang de comportaments homosexuals, principalment mofant-se d'aquests com d'altres desviacions menors del comportament normal, però sense moralitzar realment. Encara que existeix alguna condemna, com la sentència de l'any 108 contra C. Vibius Maximus, un oficial romà a Egipte que va tenir una relació amb un jove de la noblesa.
Juvenal critica alguns aspectes de l'homosexualitat masculina, i especialment censura que romans d'alt bressol presumeixin de moralitat públicament però que en secret assumeixin la sexualitat passiva, que sempre va estar mal vista. Troba digne de llàstima que hi hagi homes que obertament exerceixin el paper passiu però els considera més honests. En canvi lloa l'amor veritable d'un home cap a un noi.
Encara que els actes homosexuals eren comunament acceptats en l'àmbit privat, existia certa hipocresia i l'opinió pública generalment censurava totes les expressions públiques d'homosexualitat. Quan el jove conqueridor Juli Cèsar estava destinat a Macedònia va tenir una relació amb el rei Nicomedes IV de Bitínia, es diu que assumint el paper de passiu, encara que va danyar una mica la seva reputació (es van mofar d'aquests anomenant-lo la reina de Bitínia) no va tenir cap conseqüència legal. La relació d'Hadrià amb el jove Antínous també va ser criticada.
Amb l'arribada del cristianisme al poder, encara que potser una mica abans, qualsevol expressió d'amor homosexual es va convertir en tabú i es va proscriure la seva pràctica. El 390 Flavi Teodosi va proclamar una llei prohibint definitivament totes les relacions sexuals amb les persones del mateix sexe, castigant-les amb la pena de mort. I la condemna es mantindria en la legislació de Justinià I.
Les circumstàncies que van provocar la "massacre de Tessalònica" al final del segle IV donen una prova que fins i tot en l'era cristiana l'homosexualitat era encara acceptada per gran part de la població encara que estigués oficialment perseguida. Tot va ocórrer quan un popular auriga va ser acusat d'assetjament sexual a un funcionari de l'emperador i va ser arrestat. La ciutat es va revoltar per demanar el seu alliberament, demostrant que l'homosexualitat no era vista com un delicte en aquesta part de l'imperi.

## Favorits imperials
Vegeu aquí una llista dels emperadors i els seus respectius amants:
- August - Sarment (catamita);
- Tiberi - Sprintia;
- Calígula - Mnester (histrió);
- Neró - Esporus, Dorífor (lliberts);
- Viteli - Asiàtic (esclau);
- Domicià - Flavius Earinus (eunuc);
- Trajà - Pylades (actor), Aplaustre (ballarí);
- Hadrià - Antínous;
- Còmode - Saoter (llibert);
- Heliogàbal - Hièrocles (auriga), Zòtic (atleta).